# Jože Mlakar (igralec)
Jože Mlakar, slovenski gledališki igralec, * 14. avgust 1910, Maribor, † 20. december 1961, Maribor.
Mlakar je leta 1924 končal obrtno šolo v Mariboru in bil od leta 1928 do 1945 zaposlen kot črkoslikar v železniških delavnicah v Mariboru. V Mariboru je pri igralcu Radu Pregarcu obiskoval dramsko šolo (1927/1928). V letih 1931-1941 je bil vodja Sokolskega gledališča, v njem režiral in igral ter ga dvignil na visoko raven. Po končani vojni je bil angažiran v Drami SNG Maribor in bil zaradi izrazitega igralskega talenta njen prvi igralec. Ustrezale so mu predvsem komične in tragikomične vloge, zato je bil imeniten interpret Molièrovih del. Poleg likov iz literature je ustvaril ljudski lik Pohorskega Tijeka in se z njim vtisnil v zavest občinstva na Štajerskem.  Preizkusil se je tudi v filmski umetnosti in leta 1959 nastopil v filmu Jožeta Babiča Tri četrtine sonca, v katerem so glavne vloge med ostalimi odigrali Stane Sever, Bert Sotlar in Lojze Potokar.